# Idesbalde Defontaine
Idesbalde Aimable Joseph Defontaine (Popuelles, 18 augustus 1826 - 8 mei 1891) was een Belgisch volksvertegenwoordiger.

## Levensloop
Defontaine was een zoon van landbouwer François Defontaine en van Florentine Herrier. Hij trouwde met Agnès Dubiez.
Landbouwkundige in Popuelles, werd hij er ook schepen (1852-1891).
In 1886 werd hij liberaal volksvertegenwoordiger voor het arrondissement Doornik en behield dit mandaat tot in 1890.
Hij was ook voorzitter van het Bureau van Armenzorg in Popuelles (1878-1884) en ondervoorzitter van de Landbouwcomices van Doornik, Temploux en Celles (1884-1889).